# Стюарт, Дуглас (писатель)
Дуглас Стюарт (род. 1976) — шотландско-американский писатель и модельер. Его дебютный роман «Шагги Бейн» был удостоен Букеровской премии 2020 года.

## Биография
Стюарт родился в Сайтхилле, районе жилой застройки в Глазго (Шотландия). Он получил степень бакалавра в Шотландском текстильном колледже и степень магистра в Королевском колледже искусств в Лондоне. Стюарт переехал в Нью-Йорк в возрасте 24 лет, чтобы начать карьеру в дизайне одежды. Он работал со многими брендами, включая Calvin Klein, Ralph Lauren, Banana Republic и Jack Spade. Стюарт имеет двойное британское и американское гражданство.
Его литературные работы публиковались в The New Yorker и на LitHub.
Первый роман Дугласа Стуарта, «Шагги Бейн», получил Букеровскую премию 2020 года, выбранную жюри, в состав которого вошли Маргарет Басби, Ли Чайлд, Самир Рахим, Лемн Сиссай и Эмили Уилсон. Стюарт — второй шотландский автор, получивший Букеровскую премию, с 1994 года, когда она была присуждена Джеймсу Келману за книгу «До чего ж оно всё запоздало», которая, по словам Стюарта, изменила его жизнь, поскольку он впервые увидел на печатной странице свой народ и свой диалект. Книга «Шагги Бейн» также вошла в шорт-лист Национальной книжной премии в области художественной литературы 2020 года. Роман получил в целом положительные отзывы, в том числе в The Observer, The New York Times, The Scotsman, the TLS, и других изданиях.
В ноябре 2020 года Стюарт сообщил, что закончил свой второй роман «Loch Awe», действие которого также происходит в Глазго.